# Dům U Červené lišky
Dům U Červené lišky, nazývaný někdy U Srpů nebo U Zlatého vlka, je dům čp. 480 na Starém Městě v Praze na Staroměstském náměstí (č. 24) zasahující svým zadním traktem do Kožné ulice (č. 9). Stojí mezi domem U Modré husy a domem U Zlaté koruny naproti Staroměstskému orloji. Jde o románský objekt, přestavěný goticky a poté zhruba do dnešní podoby raně barokně kolem roku 1700. Je chráněn jako kulturní památka České republiky.

## Historie
První zmínka o domu je z roku 1401, ale základ domu je starší, románský. V 15. století byl tento objekt nahrazen gotickou novostavbou, patrně po roce 1508 proběhla další středověká úprava. Kolem roku 1700 byl dům výrazně přestavěn, díky sporu se sousedem je doloženo, že tato přestavba probíhala již roku 1694. Během této přestavby bylo nahrazeno původní domovní znamení reliéfem Panny Marie. Dalších moderních úprav se dům dočkal v 19. a 20. století, bylo např. zničeno původní barokní schodiště; v roce 1923 bylo vestavěno podkroví. Průčelí do Kožné ulice má novodobou úpravu, vjezd je barokní.
V objektu je socha Jana Nepomuckého z doby kolem roku 1745 od Ignáce Františka Platzera.

## Současnost
V letech 1993–2013 v domě sídlila pobočka Komerční banky. V roce 2017 dům za více než půl miliardy korun koupila společnost Coast Capital Partners (CCP) s cílem jej zrenovovat. Společnost zaplatila cenu přibližně 230 tisíc korun za metr čtvereční, což je „v Česku dosud nejvyšší známá suma, kterou byl kupec ochotný za dům v centru zaplatit“. Od března 2018 do konce roku 2021 se v domě nacházelo Muzeum iluzí (Illusion Art Museum Prague).
V prosinci 2021 koupila dům U Červené lišky investiční skupina RSJ a přikročila k jeho rozsáhlé rekonstrukcí. Ve spolupráci s památkáři prošel renovací celý dům, ale na první pohled nejvýraznějším počinem bylo odstranění skleněného tubusu a výtahu ze dvora (pozůstatky necitlivých porevolučních úprav domu) a jeho zastřešení.
V přízemí a sklepní části domu se nachází restaurace michelinského šéfkuchaře Radka Kašpárka se jménem 420.